# مجاعة بن مرارة
 مجاعة بن مرارة الحنفي  رجل من أشراف بني حنيفة و حكماؤهم. لُقب بمُجَّاع اليمامة، اعتنق الإسلام خلال وفد بنو حنيفة في العام التاسع من الهجرة.
بعد إلتقاؤه بالنبي محمد، سأله قطعه أرض في اليمامة يقال لها الفورة فمنحه اياها، ثم طلب منه دية أخيه المقتول من قبل بنو ذهل فأقر له النبي بمائة من إبل بنو ذهل في أول خراج للمسلمين من مشركي بنو ذهل . ونال مجاعة بعضها ثم منحه أبو بكر الصديق خلال خلافته بقيه الدية من اثني عشر ألف صاع من صدقة اليمامة.
أسره المسلمون بقيادة خالد بن الوليد قبل معركة اليمامة في جماعة من قومه. أثناء سيرهم للمعركة، ولما سأله إن إرتد عن الإسلام فأجابه مجاعة قائلا: لقد قدمت على رسول الله فأسلمت وما غيرت ولا بدلت. أجار مجاعة أم تميم زوجة خالد بن الوليد حين كانت الغلبة لبني حنيفة، حتى أن المسلمين تقهقروا حتى دخل بنو حنيفة خيمة خالد.
بعد أن انتصر المسلمون في المعركة، اقترح مجاعة على خالد أن يندبه للتفاوض مع من تحصّن بالحصون من قومه، واستطاع أن يوهم خالد بن الوليد بأن الحصون مليئة بالرجال، في الوقت الذي لم يكن بالحصون سوى النساء والأطفال والشيوخ والعاجزين من الرجال، فصالحه خالد على أن يحتفظ بربع السبي والغنائم التي غنمها من المعركة، حقنًا لدماء المسلمين بعد أن وجد عدد القتلى والجرحى بين رجاله قد كثُر.
بعد المعركة أيضًا، تزوج خالد بن الوليد من ابنة مجاعة بن مرارة، وهو ما أثار غضب الكثير من المسلمين، سواءً بين جنوده أو في عاصمة الخلافة المدينة، لعدم اختياره للوقت المناسب لهذا الزواج، نظرًا لمقتل نحو 1,200 مسلم في المعركة بينهم 39 من حفظة القرآن الكريم.

## نسبه
مجاعة بن مرارة بن سلمى بن زيد بن عُبيد بن ثعلبة بن يربوع بن ثعلبة بن الدول بن حنيفة بن لجيم بن صعب بن علي بن بكر بن وائل.

## وفاته
توفى مجاعة في عهد خلافة معاوية بن أبي سفيان.